# Wyalusing
Wyalusing, nekadašnje indijansko selo na mjestu sadašnjeg grada Wyalusing na mjestu gdje se rječica Wyalusing spaja sa Susquehannom u Pennsylvaniji. Selo je izvorno Munseejsko, naseljeno i Irokezima. Godine 1765. osnovano je kao misija za Indijance koju su utemeljili David Zeisberger i John Woolman pod imenom Friedenshutten, što su Indijanci nazivali M'chwihilusing, a anglizirano je u Wyalusing. 
Godine 1774. u tom kraju naseljavaju se konektikutski jenkiji koji ulaze u sukob s ostalim naseljenicima. Selo su 1778. do temelja zapalili indijanski simpatizeri Britanaca. Dolaskom mira u dolinu postaje komercijalni centar za okolna poljoprivredna gospodarstva i kao čvorište za utovar drva, stoke, žita i kamenih ploča. 
Danas je to nepredna zajednica u okrugu okrug Bradford poznata po najvećem vinskom festivalu Wyalusing Valley Wine Festival, najvećem u sjeveroistočnoj Pennsylvaniji